# Józef Zapłata
Blahoslavený Józef Zapłata (5. března 1904, Jerka – 19. února 1945, Koncentrační tábor Dachau) byl polský katolický řeholník kongregace Bratří Nejsvětějšího Srdce Ježíšova.

## Život
Narodil se 5. března 1904 v Jerce. Základní školu navštěvoval v Turwi. Po vojenské službě byl dne 14. dubna 1927 vstoupil k Bratrům Nejsvětějšího srdce Ježíšova. Dne 8. září 1928 složil své dočasné sliby a věčné sliby 10. března 1938. Pracoval v kanceláři polského primase, v kurii arcidiecéze Poznaňské a nějaký čas byl mistrem noviců kongregace Bratří Nejsvětějšího Srdce Ježíšova.
Po vypuknutí 2. světové války byl zatčen gestapem a uvězněn ve Fortu VII. Poté byl převezen do kláštera v Kazimierz Biskupi a v srpnu 1940 se dostal do Koncentračního tábora Mauthausen-Gusen.
Jeho posledním převezení bylo do koncentračního tábora Dachau, kam přišel dne 8. prosince 1940 a byl zaregistrován s číslem 22099.
Zemřel dne 19. února 1945. Je dochováno mnoho svědectví o jeho smrti a jeho svatém životě.

## Beatifikace
Blahořečen byl dne 13. června 1999 papežem sv. Janem Pavlem II. ve skupině 108 polských mučedníků z doby nacismu.